# Río Merón
El río Merón o Argüero es un curso de agua del norte de la península ibérica. Discurre por Asturias.

## Curso
El río, que discurre por la comunidad autónoma española de Asturias, nace en la parroquia de Careñes. Traza el límite que separa este lugar y los de Villaverde y Argüero, todos ellos pertenecientes al concejo de Villaviciosa. Al desembocar en el mar Cantábrico, forma la playa de Merón. A mediados del siglo XIX, criaba «truchas, anguilas, mugiles y soyos». Aparece descrito en el segundo volumen del Diccionario geográfico-estadístico-histórico de España y sus posesiones de Ultramar de Pascual Madoz con las siguientes palabras:

ARGUERO ó MERON: r. en la prov. de Oviedo y part. jud. de Villaviciosa: se forma de la riega Ladrona que nace de la fuente de la Plata en la felig. de Careñes: en su curso se le agregan varios arroyos de escaso caudal, y sirve de lím. de Careñes y Villaverde con la parr. de San Mamés de Argüero: cria truchas, anguilas, mugiles y soyos, y deposita sus aguas en el Océano por la ensenada de Meron, por lo cual suelen darle este nombre.
(Madoz, 1845, p. 553)